# Wynedaham
Wynedaham is een verdwenen kerkdorp in het Reiderland, een landstreek op het grensgebied tussen Nederland en Duitsland. Het dorp lag ongeveer 500 m ten noordoosten van het huidige dorp Nieuw-Beerta, op het land van de boerderij Hoofdweg 89. Het kerkhof gaf later zijn naam aan de boerderij Hamsterhof. De restanten van de kerk zijn omstreeks 1830 blootgelegd; de landerijen maakten later deel uit van de herenboerderij Hamsterhof.

## Geschiedenis
Wynedaham lag op een oeverwal van de Reider Aa. Het wordt mogelijk al genoemd in de eerste helft van de negende eeuw als UUinghem. Maar het zou bij deze vermelding ook kunnen gaan om Wynham in het Duitse Rheiderland..Het dorp wordt daarna genoemd in een verdrag uit 1391 als Wyneda ham. Bij hernieuwing van het verdrag in 1420 komt de plaats voor als Wiveldaham. Er zijn verschillende spellingsvarianten in omloop. Wynedaham viel onder het bisdom Münster, in tegenstelling tot de nabijgelegen dorpen Beerta en Ulsda.
Volgens zestiende-eeuwse overleveringen lag het niet ver van de plek waar de Tjamme uitmondde in de Reider Ee. De Tjamme vormde hier tevens de scheiding het grondgebied van Wynedaham en dat van de naburige dorpen Reiderwolde en Megenham. 
De plaatsnaam Wynedaham is (net als de namen Winschoten en misschien Wymeer) mogelijk afgeleid van een Germaanse wortel *winithi- in de betekenis van 'weiland, hooiland'. Dit verbonden met de uitgang -ham, wat 'hoek, landtong, afgebakend stuk weiland' betekent. De lage kleilanden langs de Westerwoldse A gaven ook hun naam aan de dorpen Houwingahem en Blijham. Een afleiding van de persoonsnaam Wine is niet onmogelijk, maar minder waarschijnlijk.
In Wynedaham stond de borg van de Reiderlander hoofdeling Tidde Wyneda, in 1391 Tydwyneda borch, in 1420 Twiddingaborch genoemd. Wynedaham verdween in de vijftiende eeuw. In een vijftiende-eeuwse lijst van kerspelen van het bisdom Münster staat Wynedahaem in de categorie van verdronken parochies (Ecclesiae vacantes aqua depost submersae omnes), een zestiende-eeuwse lijst van verdronken dorpen spreekt over Wymelda ham. Wynedaham is tijdens de Dollardoverstromingen grotendeels vergaan. De resterende inwoners van Wynedaham en het naburige Houwingahof werden voortaan bij het kerspel Beerta ingedeeld.
Ook de naam raakte eerst langzaam in vergetelheid. Volgens een beschrijving uit 1620 liep de Tjamme oorspronkelijk van de Meden tot Winingaham. Bij indijkingsplannen in 1636 traden de vertegenwoordigers van Beerta nog altijd op namens de landbezitters in Ulsda en Wijnegaham. De Dollarddijk bij Nieuw-Beerta heette in het begin van de 17e eeuw de Beersterhamdijk, Hamster Zeedijck of Oldtamtstsche dick.  Ook de Oudedijk tussen Drieborg (oftewel Stocksterhorn) en Nieuweschans uit 1657 werd Ham Dijck genoemd. Op latere kaarten was sprake van buitendijkse landerijen in de Beerster-Ham, Stads Ham, Kleine Ham, Grote of Finsterwolder Ham en Tia Ham, waarbij werd geschreven: is oudt Land. Koopakten hebben het over de schuttenheerden. De landerijen in de Beersterham en Stocksterhorn lagen in scharen en vormde een gemeenschappelijk bezit (een meenschaar of meenteland), waarvan een deel in 1629 door de stad Groningen van het kerspel Beerta werd aangekocht. Een deel van de kwelders gingen in 1696 deel uitmaken van de nieuwe Kroonpolder. De Kleine en Grote Ham lagen verder noordelijk; de laatste wordt nog in 1734 genoemd in verband met een beschoeiing van rijshout, die hier werd aangebracht om afslag te voorkomen. Hier werd in 1740 de Stadspolder aangelegd.
Op grond van het bovenstaande wordt wel (ten onrechte) aangenomen dat Wynedaham in de omgeving van de Kroonpolder heeft gelegen. A.J. Smith, die zich baseert op oudere kaarten, tekende als eerste Winedeham buitendijks. Dat lijkt gebaseerd te zijn op een vergissing. De kaart waar hij naar verwijst, dateert vermoedelijk uit 1605. Hierop worden bij Drieborg wel enkele buitendijkse huizen afgebeeld, maar met een latere hand zijn de verdwenen kerken van Winedaham, Megham en Houuingaham alias Opham & Uutham ingetekend. Wynedaham lag volgens deze kaart in De Binnenlanden bij Nieuw-Beerta, mogelijk in de heerd Hamsterhof (Boerderijenboek, nr. 62), waar in de negentiende eeuw kerkfundamenten zijn gevonden (zie hieronder). De uitgang -hof verwijst doorgaans naar een oud kerkhof. We mogen er daarom van uitgaan dat dit het kerkhof van Wynedaham betreft. 
Ook de huidige kerk van Nieuw-Beerta is in 1665 gesticht op een strook kerkenland die mogelijk van een eerdere parochie afkomstig was.

## Twee kerkfundamenten
In de boerderij van P.J.A. Land (vlak ten noordwesten van Nieuw-Beerta, richting Drieborg) werden omstreeks 1830 de restanten van een steenhuis of een toren op een lage wierde blootgelegd, voorzien van een portaal, met brede fundamenten van zware kloostermoppen, verder de overblijfselen van een begraafplaats, skeletresten, ijzer van doodskisten en een sarcofaag. Later werd er nog een sleuf door het terrein gegraven. Volgens ds. Hendricus van Berkum was het gebouw gefundeerd op lange palen of balken, die horizontaal dicht aaneen op het onderliggende veen waren gelegd.
Het Boerderijenboek Beerta meldt: "Volgens overlevering zou op het land dat achter het gebouw is gelegen een klooster hebben gestaan. Men heeft aldaar o.a. een stenen kist aangetroffen. Een perceel land wordt nog steeds Domie's houd (= 'dominee's hoed') genoemd omdat dit in het verleden eigendom van de kerk en in gebruik van de dominee was". De gevonden sarcofaag werd nog lange tijd als varkenstrog gebruikt.
Drie amateurhistorici hebben hier in 1985 samen met de toenmalige eigenaar een kleine opgraving verricht op de plek (400 meter van de weg) waar de vondsten eerder zouden zijn gedaan. Opvallend was vooral het gegeven dat zich een halve meter onder de vermoede kerk de top van een pleistocene opduiking bevindt, die zich onderscheidt van de metersdikke kleipakketten in de omgeving.
Verder noordwestelijk is op luchtfoto's in dezelfde heerd een tweede plattegrond te zien, mogelijk van een ander kerkgebouw met een geschatte lengte van ruim 30 m. Deze locatie is tevens gemarkeerd in de gemeentelijke archeologienota.
De plek markeert het laatmiddeleeuwse bewoningslint, dat dieper landinwaarts lag. Volgens Van Berkum is het gebied nooit geheel verlaten geweest. Waarschijnlijk heeft de Dollard dit gebied niet overspoeld, omdat er in de vijftiende eeuw nog een stevig veenpakket lag. De meeste boerderijen van Nieuw-Beerta lagen tot ver in de zeventiende of achttiende eeuw op verhoogde erven langs Oudeweg ten noordwesten van het huidige dorp. Waarschijnlijk gaat het hier dus om de kerk van Wynedaham en om een eventuele voorloper daarvan, dichter bij het dorp.

## Hamsterhof
De opstrekkende heerd waarin de kekkfundamenten liggen, werd volgens een kaart uit 1690 Hamsterhoff genoemd. Hamster Hoff wordt tussen 1645 en 1678 geregeld genoemd; hij was eigendom van Sebo Huninga, later van zijn weduwe Tyade Tiddinga, die deze 42 deimt land kennelijk van een van hun ouders hadden geërfd, samen met een schaere in de kwelders van Beersterham (Kroonpolder). Ze verkocht het bezit in 1668 aan haar pachter, die het bezit vervolgens onder beklemming mocht gebruiken. De heerd ligt ongeveer in het verlengde van de kerkkavel van Houwingaham aan de overzijde van de Westerwoldsche Aa. Een oudere kaart localiseert bij Stocksterhorn (Drieborg) een grote boerderij die Het Zuijder Huijs wordt genoemd. Misschien gaat dit om het Hamsterhof.

## Wynham
Wynedaham moet niet verward worden met de buurtschap Wynham bij Ditzumerverlaat (hoewel beide dorpen misschien eerder wel een geheel hebben gevormd). Op de gelijknamige stinswier aan de Klosterlohne (ook bekend als de Waterborg) bevond zich waarschijnlijk tot in de tweede helft van de vijftiende eeuw het steenhuis van de heren van Wynham, die tot engste verwanten van de Oost-Friese graven werden gerekend. Beperkt archeologisch onderzoek in 1961 heeft geen belangwekkende vondsten opgeleverd.
Het dorp wordt mogelijk al in de tiende eeuw vermeld als UUinghem. In de zestiende eeuw wordt gesproken van Wyndeham in Rederland (Beninga), Wineham of Wijneham; daarna in de Winhamb (1632) of Wienham (1750). Rond 1620 waren de Wynhamsterlanden verantwoordelijk voor het onderhoud van de dijken in het Schaeckßwoldt of uffem Schoekswoldt in het kerspel Ditzum. Wynham grensde vermoedelijk aan het verdwenen dorp Ditzumerwold. Het gebied ten noorden van Wynham wordt op zeventiende- en achttiende-eeuwse kaarten ook wel Reiderhammerick genoemd, terwijl dijkregisters hier het Reiderwehrland situeerden.
Bij een dijkdoorbraak in 1610 ontstond de Wynhamsterkolk (160 hectare), die in 1804 met een Hollandse bovenkruier werd drooggemalen. De voormalige kolk vormt met 2.20 m onder de zeespiegel nog altijd het laagste punt van Nedersaksen. De Landschaftspolder ontstond in 1752 op de kwelders voor de Wynhamster Außendeich.
In theorie zouden beide dorpen Wynham en Wynedaham ooit in elkaars verlengde kunnen hebben gelegen en samen één kerspel hebben gevormd. Dergelijke uitgestrekte nederzettingen aan beide zijden van een rivier vinden we ook ter hoogte van Midwolda, Scheemda en Oostwold. De namen zouden dan samen kunnen hangen, hoewel een afleiding van de persoonsnaam Wyne met de meervoudsuitgang -ingi ('de landtong van de mannen van Wine') hier wel degelijk een optie is.

## Trivia
- Kleine Ham is een boerderij in de Kroonpolder.